# Église Saint-Pierre de Trédaniel
Pour les articles homonymes, voir Église Saint-Pierre.
L'église Saint-Pierre est une église catholique située à Trédaniel, en France.

## Localisation
L'église est située dans le département français des Côtes-d'Armor, sur la commune de Trédaniel.
L'édifice est inscrit au titre des monuments historiques en 1925.